# Хольцке, Франк
Франк Хольцке (нем. Frank Holzke; род. 8 июля 1971, Кёльн) — немецкий шахматист, гроссмейстер (2008). По профессии — юрист.

## Биография
Вырос в пригороде Кёльна Бергиш-Гладбахе. В 1999 году получил адвокатскую лицензию, в 2001 году защитил диссертацию на учёное звание доктора права по теме определения спорта в законодательстве (нем. Der Begriff Sport im deutschen und im europäischen Recht).
В 2015 году занял должность судьи административного суда в Дюссельдорфе.

## Спортивная карьера
В 1987 году стал чемпионом ФРГ среди юношей по шахматам в возрастной категории до 17 лет. На протяжении долгого времени выступал в клубной Бундеслиге, вначале за команду Порца (с которой начинал во 2-й лиге и провёл в общей сложности 11 лет), а затем в течение 15 лет за клуб Ваттеншайда. В сезоне 1997/98 завоевал с «Порцем» чемпионское звание. Участник четырёх личных чемпионатов Европы (2007, 2010, 2012—2013).
Завершил активную игровую карьеру в 2013 году, чтобы сосредоточиться на работе юриста. В 2022 году принял участие в чемпионате мира среди ветеранов, окончив турнир в числе лидеров в возрастной категории старше 50 лет.

## Изменения рейтинга
| Графики недоступны из-за технических проблем. См. информацию на Фабрикаторе и на mediawiki.org. |